# Thymochares pieraggii
Thymochares pieraggii är en insektsart som beskrevs av Luc A. Devriese 1995. Thymochares pieraggii ingår i släktet Thymochares och familjen torngräshoppor. Inga underarter finns listade i Catalogue of Life.